# Первый Оскар
«Первый Оскар» — российский военно-драматический фильм режиссёра Сергея Мокрицкого. Фильм посвящён истории создания документального фильма «Разгром немецких войск под Москвой» (1942). Премьера состоялась 21 апреля 2022 года. Телевизионная премьера фильма состоялась 9 мая 2023 года на телеканале «Россия-1».

## Сюжет
Действие фильма происходит в начале Великой Отечественной войны. Фильм расскажет о студентах-операторах: они решают отправиться со своими камерами на фронт накануне 15-й церемонии вручения наград американской киноакадемии «Оскар», на которую будет претендовать советский документальный фильм.

## В ролях
| Актёр              | Роль                                   |
| ------------------ | -------------------------------------- |
| Тихон Жизневский   | Иван Майский                           |
| Антон Момот        | Лев Альперин                           |
| Дарья Жовнер       | Юна Громова                            |
| Андрей Мерзликин   | Илья Копалин                           |
| Никита Тарасов     | Леонид Варламов                        |
| Фёдор Лавров       | Анатолий Головня                       |
| Василий Мищенко    | директор студии                        |
| Михаил Брашинский  | Иосиф Альперин отец Льва               |
| Наталья Павленкова | мать Льва                              |
| Сергей Пускепалис  | Александр Владимирович Громов отец Юны |
| Алексей Колган     | Иосиф Сталин                           |
| Станислав Стрелков | Николай Власик                         |
| Лев Малишава       | Кацо                                   |
| Эльвира Синельник  | редактор Ида Яковлевна                 |
| Майкл Лернер       | Луис Барт Майер                        |
| Остин Бэсис        | Дэвид Селзник                          |
| Роберт Л. Уилсон   | Говард Хоукс                           |
| Илья Волок         | Леонид Антонов                         |
| Таисса Цвайтер     | Айрин Майер Селзник                    |
| Дэниел Ленч        | Сид Грауман                            |
| Вячеслав Потапенко | Санька Журавлёв                        |
| Никита Кологривый  | Бударин                                |
| Азамат Нигманов    | Бауржан Досебиев                       |
| Ёла Санько         | продавщица                             |

## Производство

### Предыстория
После выхода на экраны фильма «Битва за Севастополь» Федерация еврейских общин России пригласила режиссёра Сергея Мокрицкого в Кремль на вручение премии. Во время церемонии Сергей познакомился с продюсером Егором Одинцовым, который рассказал ему историю о первой для советского кинематографа премии «Оскар». Данная история понравилась Мокрицкому, поскольку тому всегда была близка тема войны.

### Съёмки
Начало съёмок было запланировано на 15 марта 2020 года, однако было отложено из-за пандемии COVID-19. Процесс начался 31 января 2021 года в городе Медынь, Калужская область. 7 февраля съёмочная группа отправилась в город Алексин, Тульская область, где съёмки проводились до 30 апреля.

## Награды и номинации
- 2022 — номинация премии «Золотой Орел» в категории «Лучший фильм»[6].